# アクセル・ベリングハウゼン
アクセル・ベリングハウゼン（Axel Bellinghausen, 1983年5月17日 - ）は、西ドイツ・ジークブルク出身の元サッカー選手。現役時代のポジションはミッドフィールダー。ベリンゴイセンと表記される場合もある。

## クラブ経歴
5歳の時にTuS 05 オーバプライスでサッカーを始める。1993年、彼が10歳の時にバイエル・レバークーゼンへ加入した。その5年後にフォルトゥナ・デュッセルドルフへ移り、2001年からプロキャリアをスタートした。2005年、1.FCカイザースラウテルンと契約し、2008年5月にはチームのキャプテンに任命された。
2009年6月30日、クラブを去りFCアウクスブルクに加入し2012年までプレーした。アウクスブルクでは攻撃の中核となる活躍を見せ、2011年にはクラブ史上初となる1部昇格の原動力となり、翌シーズンには残留に貢献した。2012年、古巣であるフォルトゥナ・デュッセルドルフにフリーで契約した。

## 所属クラブ
ユース経歴
- 1988–1993  TuS 05 オーバプライス
- 1993–1998  バイエル・レバークーゼン
- 1998–2001  フォルトゥナ・デュッセルドルフ

プロ経歴
- 2001–2005  フォルトゥナ・デュッセルドルフ
- 2005–2009  1.FCカイザースラウテルン
- 2009–2012  FCアウクスブルク
- 2012–2018  フォルトゥナ・デュッセルドルフ